# Albert Vassart
Albert Vassart, né le 24 mai 1898 à Apremont-sur-Aire (France) et mort le 12 février 1958 à Paris, est un militant syndicaliste et communiste français.

## Biographie
Issu d'un milieu ouvrier, Albert Vassart entre à l'usine à douze ans, à Pompey, après avoir cependant réussi au certificat d'études. S'il adhère au syndicat dès 1913, il n'a guère d'activité militante dans un premier temps. Fait prisonnier par les allemands près de Longwy en 1914, il est envoyé en Bavière jusqu'en février 1915, puis, compte tenu de son jeune âge, peut revenir en France, d'abord en Haute-Marne, puis en région parisienne.
Mobilisé en mai 1917, il est brigadier dans un régiment de chars de combat, et reçoit la Croix de Guerre.
Démobilisé au printemps 1920, il travaille change régulièrement d'emploi et de région. Un temps secrétaire du syndicat des métaux de Charleville-Mézières, il devient secrétaire de l'union départementale des Ardennes de la Confédération générale du travail unitaire (CGTU) en 1922, et membre du conseil national de la fédération des métaux de cette confédération. C'est à partir de 1923 qu'il se détache du courant « anarcho-syndicaliste » et se rapproche des communistes, adhérant au Parti communiste.
Participant au congrès national du PCF de Lyon (1924), il est remarqué par la direction du parti, qui lui confie rapidement des responsabilités. Après son passage à « l'école léniniste » de Bobigny, il est nommé secrétaire régional du Nord-Est. Élu en 1925 à la commission centrale de contrôle politique, il entre l'année suivante au comité central .
Parallèlement, il milite activement au niveau syndical. A la demande d'Octave Rabaté, il entre en 1925 à la direction de la fédération CGTU des Métaux. Il mène à la fois une action de terrain (comme le soutien à la grève de Château-Regnault, qui dure de mars à novembre 1926) et de réflexion : il présente ainsi en septembre 1926 un rapport au comité confédéral national sur la stratégie des grèves, qui fait ensuite l'objet d'une publication. Il quitte cependant ces responsabilités syndicales en 1929.
Début 1928, il s'exprime contre la position majoritaire du parti sur la stratégie « classe contre classe ». Il n'est cependant pas en rupture avec la direction du PC : cette même année, il est délégué à la réunion du comité exécutif du Komintern à Moscou et a l'honneur d'être reçu par Staline. Dans la foulée, il participe à la réunion de l'exécutif de l'internationale syndicale rouge, où il exprime le même type de doutes, qualifiant l'évolution de la CGTU de gauchiste.
Sa santé, fragile, et ses doutes quant à l'orientation syndicale de la direction de la CGTU expliquent sans doute que, tout en étant membre de la commission exécutive de la confédération et responsable de son bureau de documentation, il semble écarté du cercle dirigeant réel.
Tout en refusant de rejoindre les opposants déclarés, il n'hésite pas à exprimer ses doutes, y compris au sein du secrétariat du parti, où il est nommé fin 1929. En 1930, du fait de sa critique de la théorie de la radicalisation des masses et son opposition à la stratégie « classe contre classe », il n'est pas réélu au bureau politique.
La réorientation du PC permet à Vassart de retrouver un rôle dans le parti. Associé au bureau politique en 1931, il est à partir de 1932 secrétaire administratif et, de facto, chargé des finances du parti, et influent dans la politique de recrutement des cadres.
En 1931 à Moscou, il épouse Cilly, récemment divorcée de Ludwig Geisenberg, ancien secrétaire de l'internationale des travailleurs de l'enseignement. La proximité idéologique de son épouse avec Heinrich Brandler, et son exclusion du KPD en 1929, participent sans doute à la méfiance de certains dirigeants du parti à l'égard de Vassart. Cilly n'obtient sa « réintégration » au Parti communiste qu'en 1933.
A l'initiative d'Eugen Fried et d'André Marty, Vassart est, sur décision de Moscou, désigné en 1933 comme représentant du PCF auprès de l'Internationale, à Moscou, et doit quitter ses responsabilités nationales.
De retour à Paris, il ne se voit pas confier de responsabilités de haut niveau dans le parti, mais, en dépit de ses souhaits, est réorienté vers l'activité électorale. En mai 1935, il est ainsi élu maire de Maisons-Alfort en mai, puis, le mois suivant, conseiller général de la Seine dans le 2e canton de Charenton. Dans la foulée, il devient secrétaire général de la fédération des municipalités communistes de France.
Mobilisé comme ouvrier dans une usine Renault, il est ensuite réserviste, sans affectation, ce qui lui permet de poursuivre son activité politique, avec notamment la responsabilité de coordonner la défense des communistes emprisonnés.
En décembre 1939, cependant, il annonce publiquement qu'il quitte le PCF, à la grande surprise des dirigeants communistes français, ce qui n'empêche pas son arrestation par la police et, malgré sa rupture avec le parti, sa condamnation à cinq ans de prison en mai 1940.
Libéré de façon anticipé, grâce à l'intervention de Marcel Gitton et Henri Barbé, en septembre 1941, il adhère alors au Parti ouvrier et paysans français et siège au comité central. Il participe aussi au Comité d'information ouvrière et sociale, et se consacre surtout à obtenir la libération de militants communistes, notamment celle de Julien Racamond.
Du fait de son adhésion à une organisation qui apparaît comme collaborationniste et, surtout, traître au parti, Vassart est la cible de deux tentatives d'assassinat de la part de résistants communistes, une première en juin 1942, une seconde en novembre 1943.
Son ralliement à la résistance, au sein de Libération-Nord, est tardif (fin 1943 au plus tôt), mais lui permet d'échapper à l'épuration : condamné, ainsi que toute la direction du POPF, en 1948, à la dégradation nationale « à vie », sa peine est annulée.
Devenu gérant d'une société commerciale, il n'a plus d'activité politique de premier plan. Il fréquente à la fois des militants de la Révolution prolétarienne et d'anciens collaborateurs tel que Bernadette Cattanéo. Il est notamment actif au sein de l'Association française des amis de la liberté, pro-américaine, et se fait propagandiste anti-soviétique.
Il rédige des « Mémoires » sur son activité militante avant 1939, inachevées, restées inédites jusqu'en 1998.
Atteint par un cancer au cerveau, il meurt à l'âge de soixante ans.

## Œuvres
- « Les Mémoires d'Albert Vassart », Les Cahiers d'histoire sociale, nos 4-10, Albin Michel, 1995-1998.